# Восьмёрка (фильм)
«Восьмёрка» — криминальная драма режиссёра Алексея Учителя, экранизация одноимённой повести Захара Прилепина.
Мировая премьера картины состоялась в сентябре 2013 года на 38-м Международном кинофестивале в Торонто. Премьера в России состоялась на 2-м Национальном кинофестивале дебютов «Движение» в Омске в апреле 2014 года, где фильм открывал фестиваль.
Слоган фильма — «Любовь без тормозов».

## Сюжет
1999 год. Канун Нового года. Провинциальный город. Гера — молодой сотрудник ОМОНа. Шорох, Лыков и Грех — три его лучших друга. Фильм начинается со сцены жестокого разгона ОМОНовцами бастующих рабочих завода, среди которых — отец одного из героев. Затем следует драка с бандитами у местного ресторана, в ходе которой Гера внезапно влюбляется в девушку авторитета Буца, что становится причиной смертельного противостояния между четвёркой отмороженных омоновцев и бандитами, которые держат под контролем весь город.

## В ролях
| Актёр             | Роль                          |
| ----------------- | ----------------------------- |
| Алексей Манцыгин  | Гера                          |
| Вильма Кутавичюте | Аглая                         |
| Артур Смольянинов | «Буц», криминальный авторитет |
| Александр Новин   | Лыков                         |
| Артём Быстров     | «Грех»                        |
| Павел Ворожцов    | «Шорох»                       |
| Сергей Пускепалис | командир ОМОНа                |
| Ирина Пегова      | Марина, жена Греха            |
| Захар Прилепин    | таксист                       |
| Юлия Пересильд    | певица в клубе                |
| Александр Баширов | бандит                        |

## Название фильма
Прототипом такого города может быть почти каждый не очень крупный город России. А «восьмёрка», или «Лада», – символом ушедшего десятилетия. Герои фильма – обитатели этой машины. Для меня цифра восемь — это ещё и символ бесконечности. В нашей картине открытый финал. Герои входят в новый век, XXI век, и каждый решает, что в новый век брать с собой. Это крайне философская вещь. Так и устроена вся наша жизнь. За рубежом идёт следующий рубеж…
Название картине, как и литературному первоисточнику, дала модель автомобиля «LADA Samara» ВАЗ-2108, на которой ездят герои фильма. В Торонто картина шла под названием «Break Loose» («Сорваться с цепи» или «Без тормозов»), так как на английском языке название «Восьмёрка» непонятно зрителям. Режиссёр отмечает, что в названии «Break Loose» заложено стремление героев к свободе, раскрепощённости, что очень важно для фильма.

## Создание

### Подготовка к съёмкам
Режиссёр Алексей Учитель прочитал повесть Захара Прилепина «Восьмёрка» ещё до официальной публикации. Решив её экранизировать, он обратился к автору с предложением написать сценарий, но Прилепин отказался, «потому что эта история для него, как он объяснил, уже прошлое, законченное, он не хотел будоражить себя». Известно, что это личная история автора. Сценарий написал Александр Миндадзе, с которым Учитель работал на фильме «Космос как предчувствие». Но Захар Прилепин принимал участие в обсуждении деталей и в кастинге.

### Съёмки
Съёмки проходили в Кронштадте и на Кировском заводе в Санкт-Петербурге. Кировский завод, по словам режиссёра, — это целый город со своей железной дорогой. Мрачный, с особой аурой, похожий на все города. Там съёмочная группа получила уникальную возможность спокойно снимать по ночам. В роли ночного клуба «Джоги» выступил «Центр современного искусства Сергея Курёхина» в Санкт-Петербурге.
В фильме принимали участие пятьдесят бойцов настоящего питерского ОМОНа. Сцена, в которой ОМОН сдерживает напор толпы, снималась как документальная, и бойцам пришлось удерживать 700 человек массовки, перед которыми режиссёр поставил задачу прорвать оцепление.
Фильм снимал оператор Юрий Клименко, работавший с Алексеем Учителем на последних шести картинах. Молодой оператор Александр Демьяненко принимал участие в съёмках на второй камере.
В одном из эпизодов в начале картины в небольшой роли водителя, занимающегося извозом, снялся сам автор повести, по которой снимался фильм — Захар Прилепин. Режиссёр Алексей Учитель думал, что это будет чисто символическое появление писателя на экране, но он оказался на удивление хорошим актёром — с юмором и комедийными задатками.

## Критика
Кинокритик Антон Долин увидел в романтическом противостоянии омоновцев и бандитов невольное подведение итогов русского XX века. Он считает, «что „Восьмерка“ — один из лучших фильмов Алексея Учителя. Энергичный, динамичный, современный; эротика, погони, драки — адреналин в чистом виде». Критик отмечает отменный кастинг и тонкую, неординарную операторскую работу Юрия Клименко.
Редактор «Собеседника» Константин Баканов отмечает, что разница между писателем и режиссёром привела к серьезному диссонансу. «Бандитского „мочилова“ из 90-х (а это стихия Захара Прилепина) в кадре достаточно. С другой стороны, видны усилия Учителя по борьбе с этим „мочиловом“: ему было важно, чтобы фильм максимально отличался от бесчисленных бандитских телесериалов. Но в итоге режиссёр так и не дотянул до настоящего фестивального кино».
Писатель Елена Кушнир считает, что Алексей Учитель «попал в ловушку милитаристского искусства, которое прославляет мачизм», а «настоящая любовная линия фильма — это садомазохистский роман двух „настоящих мужиков“, кто кого нагнёт». Противопоставляя картине такие работы как «Палач» или «Ребро Адама», критик заметила, что «режиссёры 90‑х годов своё время чувствовали, а не использовали его как уродливые декорации, чтобы рассказать, какое большое сердце прячется у ОМОНа за запотевшим забралом».